# Хорлогин Чојбалсан
Хорлогин Чојбалсан (монг. Хорлоогийн Чойбалсан; Дорнод, 8. фебруар 1895 — Москва, 26. јануар 1952) био је монголски револуционар и политичар. Био је де факто вођа Монголије од почетка 1930-их до своје смрти 1952. године. То је у Монголији био први и последњи пут да се толика концентрација власти налазила у рукама једног човека. Чврсто је повезао Монголију с Совјетским Савезом на политичком, економском и војном плану.

## Биографија
Рођен је у провинцији Дорнод , као прво од четворо деце. У 13. години пошао је у будистички манастир да изучи за ламаистичког свештеника. У Улан Батору га је запазио бурјатски учитељ Николај Данчинов и запослио га у Руско-монголској преводилачкој школи у руском конзулату. Годину дана после је послат о државном трошку на студиј у гимназијум у граду Иркутску од 1914. до 1918. године.

### Монголска револуција
Након избијања Октобарске револуције 1917. у Русији, Чојбалсан и остали монголски студенти су опозвани из Русије кући. Међутим, већина њих је у међувремену усвојила комунустичке идеје под утицајем руских студената. Чојбалсан се по повратку кући прикључио Монголској револуцији, односно револуционарној организацији под вођством Дамдина Сухбатора, која је јуна 1920. променила име у Монголска народна партија. Чојбалсан и Сухбатор су истог месеца пошли у Иркутск и затражили од Совјета помоћ у револуционарној борби за независност Монголије од Кине.
Чојбалсан је 1921. изабран за члана привремене владе и политичког комесара Монголске народне армије под командом Сухбатора. До средине 1921. Монголска армија је победила и истерала из Монголије антибољшевичку војску Романа фон Унгерн-Штернберга.

### Успон на власт
Након победе Монголске револуције, Чојбалсан је био други најутицајнији човек у Монголији после Сухбатора. Био је заменик заповедника Монголске армије, секретар Револуционарне омладине Монголије и министар спољних послова. Међутим, напредак у каријери прекинула је његова оданост алкохолизму и женама, те нагао темперамент, због чега су га остали партијски вође деградирали на функцију директора музеја.
Кампања премијера Бодуа у модернизацији Монголије укључивала је избацивање традиционалне одеће и драгоцених украса, што је узроковало велик револт међу становништвом. Боду је напослетку био ухваћен и јавно линчован у августу 1922. године. Чојбалсан, који је био један од предводника кампање модернизације, на годину дана се склонио у Совјетску Русију, док се стање није смирило. У међувремену је његов ментор и оснивач модерне Монголије, Дамдин Сухбатор, умро. Чојбалсану су након повратка понудили Сухбаторову функцију заповедника Монголске армије, што је он прихватио. У то је време био и члан монголске владе (Велики хурал) и Централног комитета МРНП.
Јачање Стаљиновог утицаја у Совјетском Савезу и почетак интензивне колективизације, национализације и индустријализације крајем 1920-их, утицали су и на Монголију. Чојбалсан је задобио већи утицај у држави уз помоћ Совјета и ускоро почео да спроводи политику по узору на СССР. Покренуо је колективизацију, одузимање земље велепоседницима и будистичкој Цркви, те прогон будистичког клера. Ови потези узроковали су неколико побуна широм земље.
Почетком 1930-их, окупација Манџурије од стране империјалистичког Јапана и избијање Јапана на монголске границе навели су Москву и Улан Батор да Јапанци спремају провалу у Монголију и Сибир. Због тога су покренути процеси и чистке у којима су уклањани стварни и потенцијални људи за које се сумњало да су јапански шпијуни. У Великој чистки која је уследила 1936. године, Чојбалсан се истакао као човек одан Совјетском Савезу, па је ускоро напредовао до места заменика министра унутрашњих послова. Смрт популарног маршала Демида у августу 1937. омогућила је Чојбалсану да стекне још више утицаја. До сада је већ био неоспорени вођа Монголије, истовремено држећи функције премијера државе, министра унутрашњих послова, министра рата и главног заповедника монголске војске. Чојбалсан је окончао чистку у априлу 1939. године. Процењено је да је током Велике чистке у Монголији страдало између 30.000 и 35.000 људи.

### Други светски рат
У пролеће 1939. године, Јапанци су одлучили напасти неке пограничне зоне Монголије како би проценили снагу и спремност њихове и совјетске Црвене армије. Тешко наоружана Црвена армија под командом Георгија Жукова задала је одлучан пораз јапанским снагама код села Номонхан.
Чојбалсан је стао на страну Совјетског Савеза након немачког напада на СССР 22. јуна 1941. године. Монголија је током рата помагала Совјетском Савезу опскрбљивањем сировинама, храном, те обућом и одећом за војску. Стаљин је 1944. одликовао Чојбалсана Орденом Лењина за указану помоћ током рата.
Иако је Стаљин већ 1940. почео да промовише младог Јумџагина Цеденбала, који је са 23 године постао секретар Монголске народне револуционарне партије, Чојбалсанов интегритет није био уздрман и он је наставио да негује сопствени култ личности. Универзитет и велики фабрички комбинат у главном граду носили су његово име, као и његов родни град и провинција.
Иако је био комуниста, Чојбалсан је гајио сан о уједињењу свих Монгола у једну државу. Посебно му је било стало да Унутрашња Монголија, која је била део Чанг Кај Шекове Републике Кине, буде издвојена и припојена Народној Републици Монголији. Монголија је 10. августа 1945, заједно с Совјетским Савезом, прогласила рат Јапану. Совјетска и монголска војска ушле су у северну Кину и присилиле Јапанце на повлачење. Међутим, Република Кина је током рата била на страни Савезника, па је Стаљин наредио Чојбалсану да се његова војска повуче из северних покрајина Кине. С друге стране, Кина је признала суверенитет Монголије и одрекла се претензија на њу.

### Послератна владавина
Чојбалсан је после рата наставио са модернизацијом Монголије. Први петогодишњи план био је покренут 1948. године, захваљујући совјетској помоћи. Током плана је развијена економија, изграђен велики део инфраструктуре, отворен велик број нових фабрика, развијена пољопривреда, индустрија и транспорт. Побољшани су услови образовања и пружања здравствене помоћи, а порасла је и писменост становништва. 
Након победе Маових комуниста у Кини 1949. године, нестала је опасност од војне интервенције с југа, па је из монголске армије отпуштено 80.000 војника. Војни трошкови су са 33% државног буџета 1948. спали на 13% до 1952. године.
Чојбалсан је убрзо дипломатски повезао Монголију и с другим социјалистичким земљама, сем Совјетског Савеза. НР Монголија је 1948. успоставила односе са Северном Корејом, 1949. с НР Кином, а 1950. су Источна Немачка, Мађарска, Пољска и Чехосовачка успоставиле односе с Монголијом.
Чојбалсан је до 1949. године захладио односе са Стаљином, јер је овај одбио покретање питања уједињења Унутрашње Монголије с НР Монголијом након победе комуниста у Кини. Исте је године одбио да присуствује на прослави Стаљиновог 70. рођендана, па је послао Цеденбала.
Крајем 1951. је отишао у Москву на лечење од рака бубрега, али је тамо умро 26. јануара 1952. године. Тело је враћено у Монголију и сахрањено уза све државне почасти. Јула 1954, тело му је премештено у новоизграђени Сухбаторов маузолеј испред зграде Парламента. Маузолеј је срушен 2005. године, а тела Сухбатора и Чојбалсана су сахрањена на градском гробљу у Улан Батору.